# Stolník
Stolník byl historický dvorský úřad. Stolník obsluhoval panovníka u stolu, mohl mít i dohled nad kuchyní a zásobováním kuchyně.

## V Česku
Nejvyšší stolník nebo také nejvyšší truksas, zpočátku jen stolník (německy Truchsess, latinsky dapifer) patřil k dvorským úřadům (dignitates), které původně zabezpečovaly hospodářství a chod domácnosti i dvora panovníka. Dalšími dvorskými úřady byl komorník, správce knížecích stájí – maršálek, číšník a mečník. V českém knížectví se stolník připomíná od poloviny 12. století (1146–1148) za vlády Vladislava II. Původně šlo o dozor nad dvorskou kuchyní, zásobami potravin a o přímou (čestnou) obsluhu knížete (krále) u stolu, později šlo o čestnou hodnost dvorského ceremoniálu. Zajícové z Hazmburka získali dědičný úřad stolníka v roce 1326 od Jana Lucemburského a drželi ho až do vymření rodu v roce 1663. Od roku 1723 byl přiznán Colloredům, posléze knížatům Colloredo-Mannsfeld. Po Bílé hoře byly obvykle úřady královského českého dvora vykonávány už jen při korunovacích.
Nejvyššímu stolníkovi byl podřízen podstolník (také zvaný podstolí) neboli podtruchsas (subdapifer). Rovněž na královnině dvoře figuroval stolník a podstolník.

## V Rusku
V Rusku stolník (rusky стольник) byl ve 13. až 17. století dvorský úřad, který se vyvinul v šlechtický titul. Původně stolníci obsluhovali knížata a cary u stolu, případně je dorpovázeli na cestách. Postupně se úřad stolníka posunul na šlechtickou hodnost, v 17. století pátou dle významu, když stolníci následovali po bojarech (nejvyšší), okolničích, dumných šlechticích a dumných ďjacích. Nižšími šlechtickými hodnostmi než stolníci byli strjapčije, šlechtici (дворяне), žilci a děti bojarské. Stolníky byli jmenováni jak potomci výše postavené šlechty, tak byli povyšováni z nižších stupńů, zvláště ze šlechticů (дворян)
Během 17. století počet stolníků prudce vzrostl, z 88 k roku 1613, na 217 k roku 1626, 348 k roku 1643/44 a 2724 k roku 1687.

## V 19. století v Rakousku a Rakousko-Uhersku
Stolník, též c. k. (respektive c. a k.) stolník (něm. Truchsess) je označení čestného dvorského úřadu v habsburské monarchii a Rakousku (Rakousko-Uhersku).
Stolníci tvořili původně spolu s kraječi (Vorschneider) a číšníky (Mundschenke) takzvaný vnější dvůr (äußere Hofstaat). V 19. století ale nebyli kraječi již jmenováni, protože k porcování masa nedocházelo v jídelně, ale v kuchyni, a také hodnost číšníků se v této době už neudělovala.
Pokud byl uchazeč o hodnost truchsase úředníkem, musel mít nejméně hodnost císařského (královského) rady nebo dvorního (ministerského) sekretáře. Pokud vykonával jiné povolání (tedy stál mimo státní službu), musel mít odpovídající sociální postavení. Za udělení titulu se platila kamerální taxa 157 zlatých, 50 krejcarů a expediční taxa 31 zlatých dukátů, které přebíral úřad nejvyššího hofmistra. Tyto poplatky musely být uhrazeny ještě před složením stolnické přísahy. U dvora náleželo stolníkům místo za c. (a) k. komořími.
Šlo o jediný dvorský úřad podunajské monarchie, který nevyžadoval původ od urozených předků a jejž mohl získat i nově nobilitovaný jedinec.